# Procarbazina
Procarbazina es un agente alquilante indicado como quimioterapia en el tratamiento del linfoma de Hodgkin y algunos tipos de tumores cerebrales, tal como el glioblastoma multiforme. Su mecanismo de acción consiste en unirse de forma covalente al DNA, para inhibir el crecimiento de las células cancerosas de forma no selectiva. La procarbazina es miembro del grupo de agentes alquilantes, es metabolizado y activado en el hígado y se sabe que tiene capacidad de inhibir la monoamino oxidasa, aumentando así los efectos de medicamentos simpaticomiméticos, antidepresivos tricíclicos y el neurotransmisor tiramina. La procarbazina también puede causar una reacción tipo disulfiram con la ingesta concomitante de alcohol. El uso de procarbazina puede aumentar el riesgo de la aparición de ciertas leucemias, especialmente en la combinación con mecloretamina, vincristina y prednisona.

## Indicaciones
Este fármaco es un componente de la quimioterapia de combinación MOPP. En el año 2023 se aprobó el primer medicamento con procarbazina para uso veterinario. En medicina veterinaria esta indicado para el tratamiento de pacientes con cáncer y enfermedades inmunomediadas. Está indicado para el tratamiento de linfomas en perros y gatos y también enfermedades inmunomediada como meningoencefalitis granulomatosa en caninos.